# الاکولامادیتا
الاکولامادیتا (به لاتین: Alakolamaditta) یک منطقهٔ مسکونی در سری‌لانکا است که در استان مرکزی (سری‌لانکا) واقع شده‌است.